# 电台街站

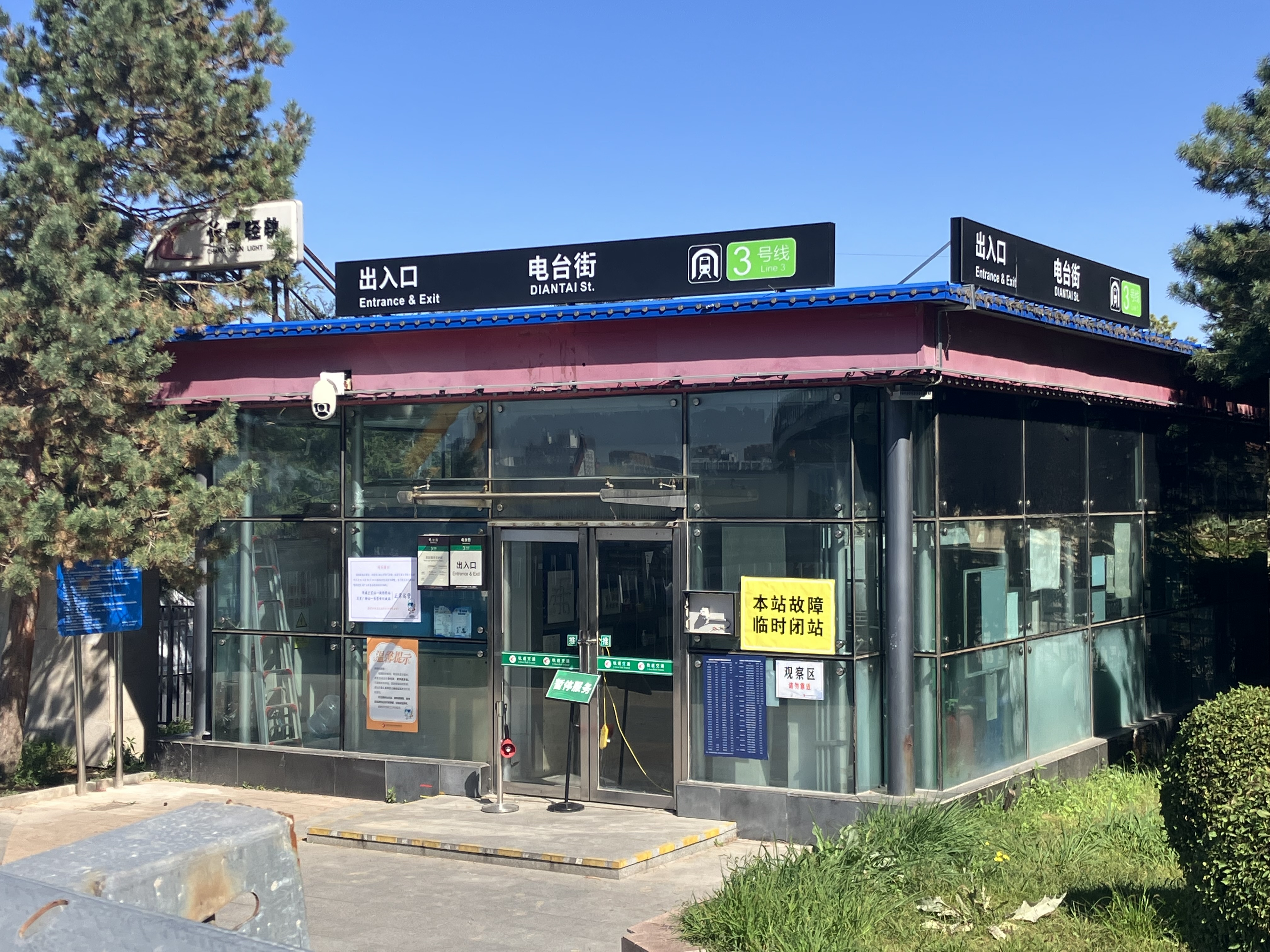
长春轨道交通3号线 电台街站

电台街站是一个位于吉林省长春市朝阳区的轻轨车站，属于长春轨道交通3号线。
本站原名硅谷大街站，2019年5月30日更为现名。

## 车站构造
车站位于电台街与卫星路、硅谷大街交叉口东北侧绿地内。因在车站东南方向进入下穿卫星路隧道，3号线轨道在车站西北方向下沉至地面以下，车站为敞开式切土车站。车站设置两个侧式月台，并分别设置简易雨棚。车站东侧设置天桥连接两侧站台，并在车站南侧临近卫星路设有站房。

### 车站楼层
| 地面     | 站房及天桥         | 出入口、客服中心、自动售票机、验票机、换向天桥 |
| 地下一层 | 侧式站台，右側開门 | 侧式站台，右側開门                             |
| 地下一层 | 轨道（东）         | █ 3号线往伪满皇宫（湖光路）                    |
| 地下一层 | 轨道（西）         | █ 3号线往长影世纪城（前进西）                  |
| 地下一层 | 侧式站台，右側開门 |                                                |

## 历史
- 2002年10月30日 - 随3号线一期通车开通运营，开通时名为硅谷大街站[2]。
- 2019年5月30日 - 更名为电台街站[1]。
- 2022年
  - 9月15日 - 因轨道施工需要，车站暂停运营[3]。

## 车站周边
- 保利罗兰香谷
- 天安第一城
- 超达家园